# Нотура Дарвина
Нотура Дарвина (лат. Nothura darwinii) — птица семейства тинаму. Своё видовое название птица получила в честь выдающегося английского натуралиста Чарльза Дарвина.

## Описание
Длина тела 26 см. Внешне птица похожа на пятнистого нотуру, но окраска более рыжая с широкими полосами на брюхе. Макушка головы чёрная с тёмно-жёлтыми полосами, а горло белое.

## Ареал и места обитания
Нотуры Дарвина распространены на территории таких стран Южной Америки, как Перу, Боливия и Аргентина. Обычно встречаются на высокогорных лугах в южных Андах.

## Питание
Питается плодами с земли или с низкорослых кустарников, лакомится бутонами, нежными листьями, семенами и корнями. Также поедает небольшое количество беспозвоночных. 

## Размножение
Самец высиживает яйца, отложенные разными самками, а затем присматривает за птенцами, пока они не станут самостоятельными. Гнездо располагается на земле в густой траве или между возвышающимися корнями деревьев.